# Stikine (circonscription britanno-colombienne)
Pour les articles homonymes, voir Stikine.
Circonscription électorale provinciale du Canada
Stikine est une ancienne circonscription provinciale de la Colombie-Britannique représentée à l'Assemblée législative de la Colombie-Britannique depuis 2009.

## Géographie
En 2020, la circonscription représente les villes de Hazelton, Stewart, ainsi que les communautés de Telkwa, Kispiox, Meziadin Junction (en), Bear Lake, Iskut, Dease Lake, Atlin, Bennett et Lower Post (en) .

## Liste des députés
| Législature                                             | Années                                                  | Député                                                  | Député                                                  | Parti                                                   |
| Stikine Circonscription issue de Bulkley Valley-Stikine | Stikine Circonscription issue de Bulkley Valley-Stikine | Stikine Circonscription issue de Bulkley Valley-Stikine | Stikine Circonscription issue de Bulkley Valley-Stikine | Stikine Circonscription issue de Bulkley Valley-Stikine |
| ------------------------------------------------------- | ------------------------------------------------------- | ------------------------------------------------------- | ------------------------------------------------------- | ------------------------------------------------------- |
| 39e                                                     | 2009–2013                                               |                                                         | Doug Donaldson (en)                                     | Néo-démocrate                                           |
| 40e                                                     | 2013–2017                                               |                                                         | Doug Donaldson (en)                                     | Néo-démocrate                                           |
| 41e                                                     | 2017–2020                                               |                                                         | Doug Donaldson (en)                                     | Néo-démocrate                                           |
| 42e                                                     | 2020–2024                                               |                                                         | Nathan Cullen                                           | Néo-démocrate                                           |
| Circonscription abolie, voir Bulkley Valley-Stikine     |                                                         |                                                         |                                                         |                                                         |